# Fontaine de la place de la République (Le Château-d'Oléron)
La fontaine de la place de la République est une fontaine située en France à Le Château-d'Oléron, sur l'Île d'Oléron dans le département de la Charente-Maritime.
L'édifice fait l'objet d'un classement au titre des monuments historiques depuis 1937.

## Historique
Le bâtiment est classé au titre des monuments historiques par arrêté du 24 avril 1937.

## Architecture
La fontaine a été réalisée en 1851 par Jean Paillé dit Perrin.

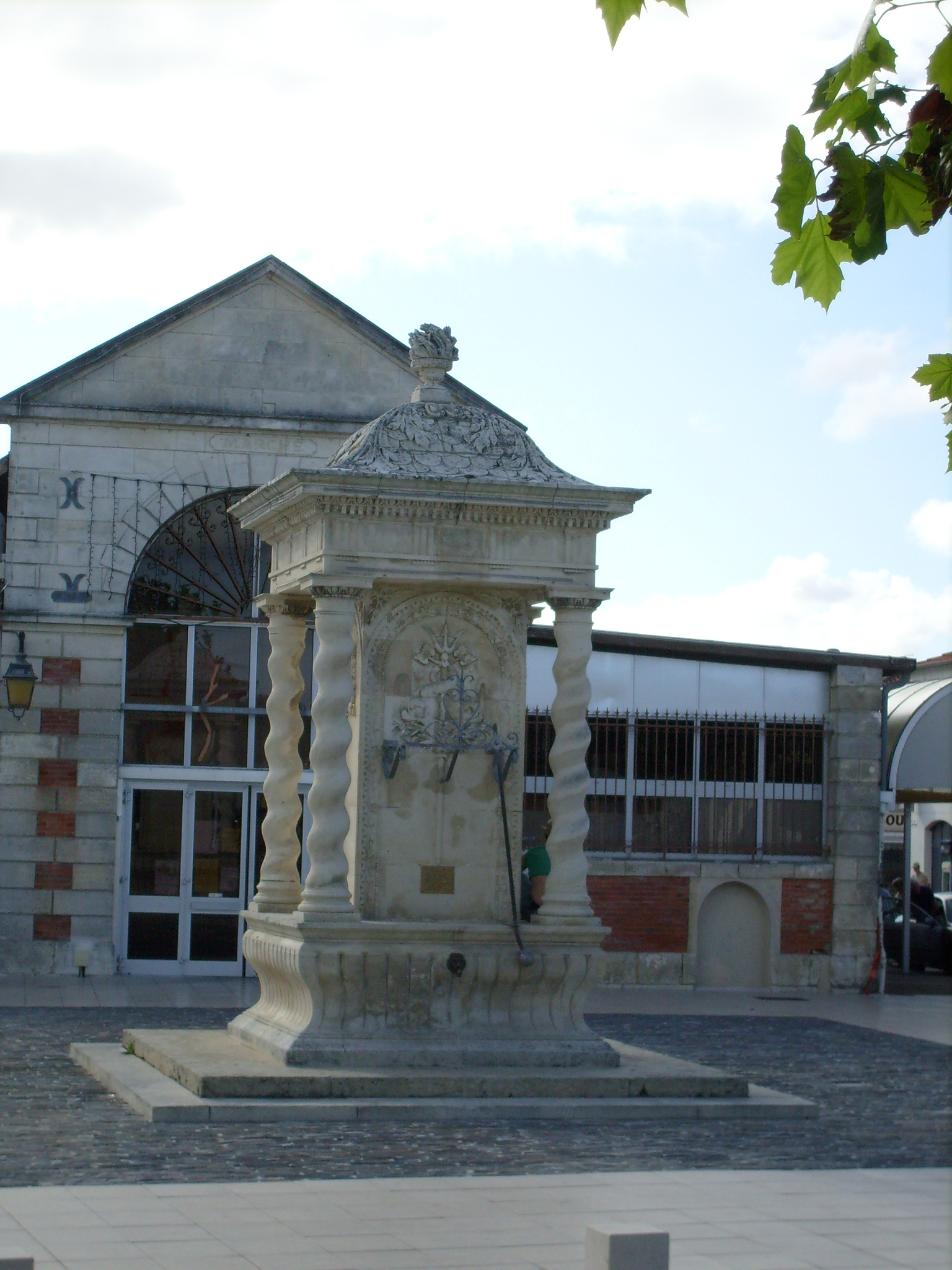